# Monarchismus

Purpurová bývá spojována s monarchismem, neboť byla znakem panovnického majestátu

Monarchismus (respektive royalismus/roajalismus) je politický směr upřednostňující jako společenské uspořádání monarchii. Konkrétní podoba monarchismu závisí na politické situaci a historii jednotlivých států.

## Dějiny monarchismu
Monarchistická vláda patří mezi nejstarší politické instituce. Monarchie existují v nějaké formě již od starověkého Sumeru. Monarchové si často nárokovali legitimitu od vyšší moci (v raně novověké Evropě božské právo králů a v Číně mandát nebes). Monarchie byly nejběžnější formou vlády až do 20. století, kdy je nahradilo mnoho republik. 

### Afrika
V roce 1966 byla Středoafrická republika svržena rukou Jeana-Bédela Bokassy během státního převratu v Saint-Sylvestre. Založil Středoafrickou říši a vládl jako císař Bokassa I. až do roku 1979, kdy byl následně sesazen během operace Caban a střední Afrika se vrátila pod republikánskou vládu.
V roce 1974 byla v Etiopii pádem císaře Haile Selassieho zrušena jedna z nejstarších monarchií na světě.

### Asie
Čína byla monarchií od starověku až do roku 1912, kdy byl sesazen císař Pchu. Během mandžuského navrácení v roce 1917 bylo na dvanáct dní císařství krátce obnoveno, ale tento pokus byl rychle potlačen republikánskými silami. 
Monarchismus měl důležitou roli v íránské revoluci v roce 1979 a také hrál roli v moderních politických záležitostech Nepálu. Nepál byl jedním z posledních států, které měly absolutního monarchu, což pokračovalo, dokud nebyl král Gyanendra pokojně sesazen v květnu 2008 a země se stala federativní republikou.

### Evropa

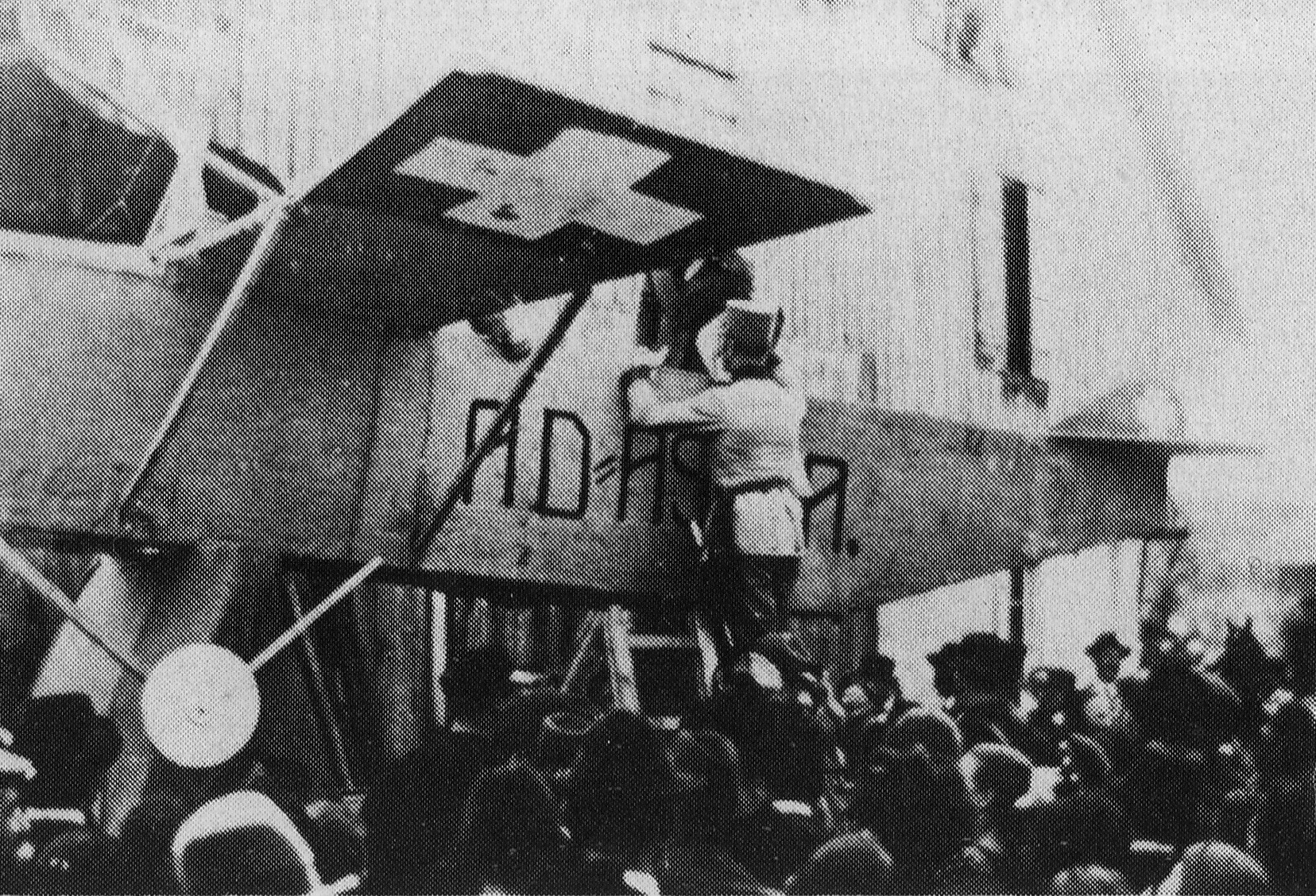
Karel I. při jednom ze svých pokusů o restauraci Habsburků v Maďarsku

V roce 1685 začala éra osvícenství. To vedlo k novým antimonarchistickým myšlenkám, které vyústily v několik revolucí, jako byla Americká válka za nezávislost a Velká francouzská revoluce, což byly další kroky k oslabení moci evropských monarchií. Každý svým odlišným způsobem ilustroval koncept lidové suverenity, který zastával Jean-Jacques Rousseau.

#### První světová válka a meziválečné období
První světová válka a její následky znamenaly konec tří hlavních evropských monarchií : ruské dynastie Romanovců, německé dynastie Hohenzollernů včetně všech ostatních německých monarchií a rakousko-uherské dynastie Habsburků.
Po rozpadu Rakouska-Uherska byla vyhlášena Německá-rakouská republika. Ústavní shromáždění německého Rakouska přijalo Habsburský zákon, který Habsburky natrvalo vyhnal z Rakouska. Navzdory tomu v Rakousku přetrvávala významná podpora panovnickému rodu. Po anšlusu nacistická vláda potlačila monarchistické aktivity. V době, kdy v Rakousku skončila nacistická nadvláda, podpora monarchismu z velké části vyprchala.
V Maďarsku vyvolal vzestup Maďarské republiky rad v roce 1919 nárůst podpory monarchismu; nicméně úsilí maďarských monarchistů nedokázalo přivést zpět královskou hlavu státu a monarchisté se spokojili s regentem Miklósem Horthym, který reprezentoval monarchii, dokud nebude moci být obnovena. Horthy byl regentem od roku 1920 do roku 1944. Během Horthyho vlády se pokusil Karel I. dvakrát vrátit na maďarský trůn, což nakonec selhalo. Po Karlově smrti zdědil jeho nárok na Uherské království Otto von Habsburg, i když již nebyly učiněny žádné další pokusy zmocnit se uherského trůnu.
Ve dvacátých letech minulého století se v Německu shromáždilo množství monarchistů kolem Německé národní lidové strany, která požadovala návrat Hohenzollernské monarchie a konec Výmarské republiky; strana si udržela velkou základnu podpory až do nástupu nacismu ve 30. letech, protože Adolf Hitler byl neochvějně proti monarchismu.

#### Po 2. světové válce
S příchodem socialismu do východní Evropy do konce roku 1947 byly všechny zbývající východoevropské monarchie, konkrétně Rumunské království, Maďarské království, Albánské království, Bulharské carství a království Jugoslávie, zrušeny a nahrazeny socialistickými republikami.
Následky druhé světové války také viděly návrat monarchistického a republikánského soupeření v Itálii, kde se konalo referendum o státním zřízení. Republikánská strana vyhrála hlasování těsným rozdílem a vznikla moderní Italská republika.
Monarchismus jako politická síla na mezinárodní úrovni se od konce druhé světové války v Evropě podstatně zmenšila.

## Zdůvodnění monarchismu

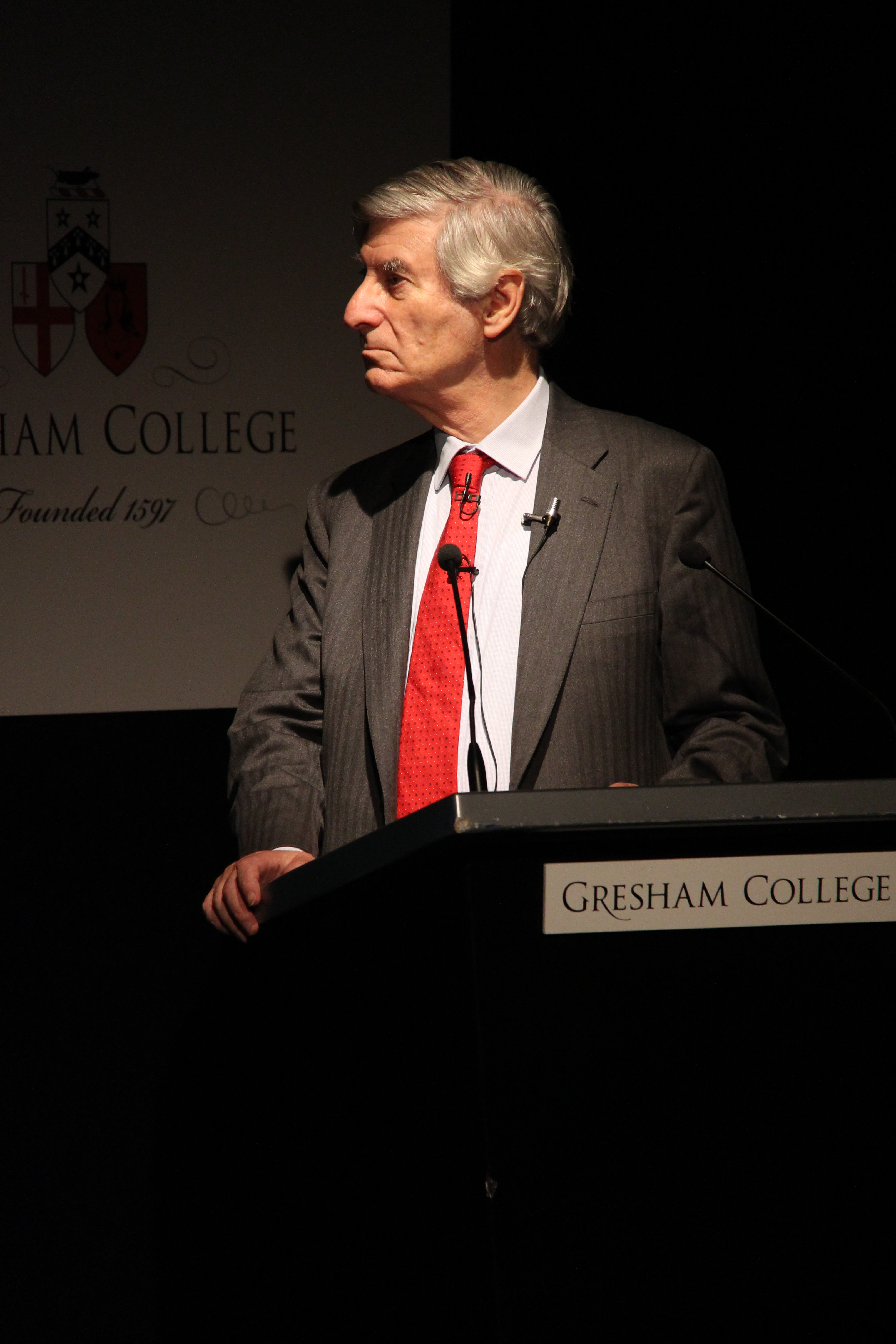
Britský politolog Vernon Bogdanor v roce 2015

### Nestranická hlava státu a sjednocující síla
Britský politolog Vernon Bogdanor ospravedlňuje monarchii tím, že poskytuje nestranickou hlavu státu oddělenou od hlavy vlády, a zajišťuje tak, že nejvyšší představitel země doma i v mezinárodním měřítku nezastupuje konkrétní politickou stranu, ale všechen lid. Bogdanor také poznamenává na užitečnou sjednocující roli v mnohonárodnostním státě a připomíná, jak se „v Belgii někdy říká, že král je jediný Belgičan, všichni ostatní jsou buď Vlámové nebo Valoni.“

### Ochrana svobody
Britsko-americký libertariánský spisovatel Matthew Feeney tvrdí, že evropské konstituční monarchie se „z větší části dokázaly vyhnout extrémistické politice“ – konkrétně fašismu, komunismu a vojenské diktatuře – „zčásti proto, že monarchie zajišťují kontrolu vůle populistických politiků“. 

Socialistický spisovatel George Orwell argumentoval, že konstituční monarchie je účinná při předcházení vývoji fašismu :
"Funkce krále při podpoře stability a působení jako jakýsi základní kámen v nedemokratické společnosti je samozřejmě zřejmá. Ale také má, nebo může mít, funkci působit jako únikový ventil pro nebezpečné emoce." Jeden francouzský novinář mi jednou řekl, že monarchie byla jednou z věcí, které zachránily Británii před fašismem... Je každopádně možné, že zatímco existuje toto rozdělení funkcí, Hitler nebo Stalin se nemohou dostat k moci. Všechny evropské země, které se nejúspěšněji vyhnuly fašismu, byly konstituční monarchie...Často jsem obhajoval, že labouristická vláda, tj. vláda, která mínila podnikání, by zrušila tituly a ponechala si královskou rodinu.“ 

### Lidská touha po hierarchii
V eseji z roku 1943  „Rovnost“ britský autor C.S. Lewis kritizoval rovnostářství a jeho odpovídající výzvu ke zrušení monarchie, protože je v rozporu s lidskou přirozeností :
Reakce člověka na monarchii je jakousi zkouškou. Monarchii lze snadno ‚odhalit‘; ale pozor na tváře, dobře označte akcenty debunkerů. Toto jsou muži, jejichž kořeny v Edenu byly přeťaty: ke kterým se žádná zvěst o polyfonii, tanci, nemůže dostat – muži, pro něž jsou oblázky položené v řadě krásnější než oblouk...Tam, kde je mužům zakázáno ctít krále, místo toho ctí milionáře, sportovce nebo filmové hvězdy: dokonce slavné prostitutky nebo gangstery. Neboť duchovní přirozenosti, stejně jako přirozenosti tělesné, bude sloužit; odepřete mu jídlo a spolkne jed.

## Monarchismus v České republice

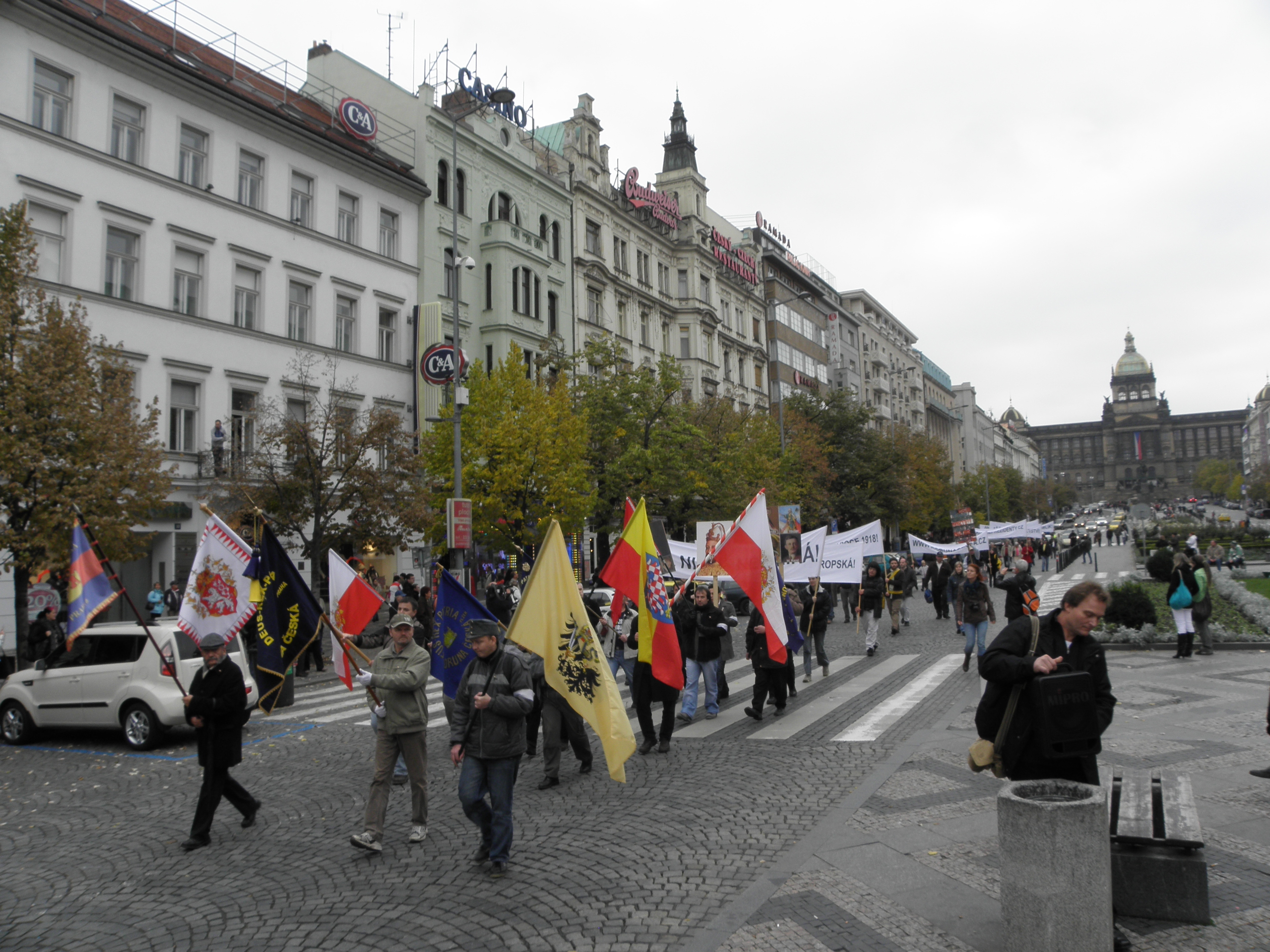
Monarchistický pochod v roce 2011

V České republice vznikl novodobý roajalismus ještě před pádem komunismu s iniciativou České děti, kterou založil Petr Placák. V roce 1988 vydali Manifest Návrat krále. V roce 1990 bylo založeno monarchistické politické hnutí Koruna Česká, později přeměněné na politickou stranu. Dlouhodobým předsedou byl Václav Srb a aktuálním předsedou je Vojtěch Círus. V posledních několika volbách dostala Koruna Česká své kandidáty na kandidátkách větších stran (TOP 09, KDU-ČSL). Kromě toho má v současnosti několik zastupitelů v menších obcích, kde fungují její místní společnosti. Strana vydává také jednou až dvakrát do roka tištěný časopis Monarchistické listy a zhruba jednou měsíčně internetový Monarchistický zpravodaj. Ve volbách do Poslanecké sněmovny PČR v roce 2021 kandidovali samostatně, ale se ziskem pouhých 0,16 % se do sněmovny nedostali.
Roku 1999 bylo vydáno monarchistické prohlášení Na prahu nového milénia, kde se mimo jiné píše: „Deset let od oficiálního konce „vědeckým materialismem“ formované společnosti, který je z mnoha koutů i zákoutí českých zemí cítit dodnes, se vyslovujeme pro obnovu tradičního českého království (rovnocenných zemí Koruny české).“ Mezi jeho signatáře patří Jana Červenková, Adam Drda, Jaroslav Erik Frič, Josef Hiršal, Ivan Martin Jirous, Svatopluk Karásek, Jiří Kuběna, Jiří Lábus, Lubomír Martínek, Jiří Peňás, Petr Placák, Martin Reiner, Petr Rezek, Jan Rous, Andrej Stankovič, Michal Šanda, Ondřej Štindl, Alexander Tomský, Jáchym Topol, Ludvík Vaculík, David Vávra, Václav Vokolek a Ivan Wernisch.
Skupina původních royalistů okolo Petra Placáka a časopisu Babylon pořádá od roku 2003 pravidelně v lednu Tříkrálový pochod za monarchii, laděný napůl vážně, napůl recesisticky, a oblíbený zejména mezi studenty. Roajalisté při něm vždy jménem českého krále symbolicky za jednu korunu na rok propůjčují Pražský hrad prezidentovi. Serióznější monarchisté, mezi něž patří členové a příznivci Koruny České, pořádají od roku 2008 28. října Monarchistický pochod, kterým chtějí upozornit veřejnost na některé zažité mýty o vzniku samostatného Československého státu a představit monarchii jako moderní alternativu společenského uspořádání. Nostalgie po monarchii se stala legitimní součástí české politické a kulturní scény, takže nikoho nepřekvapují pravidelné demonstrace monarchistických stran a spolků ani jejich kandidatura ve volbách.

Počinem českých roajalistů z ledna 2008 je petice „Zrušme prezidenty“.
V roce 2010 (zaregistrováno na MV ČR v roce 2011) vzniklo Sdružení monarchistů se sídlem v Brně jako společenství monarchistů zemí Koruny české, kteří nechtějí být členy žádné politické strany nebo nemohou být členy KČ, protože jsou v jiné politické straně nebo těch, kterým vadí politický charakter monarchismu představovaný Korunou českou.
Mezi české osobnosti známé svými roajalistickými postoji patří například architekt David Vávra, spisovatel Petr Placák, herec Jiří Lábus, básník a hudebník Jáchym Topol, historik Jiří Rak a podnikatelka Dagmar Havlová, patřil mezi ně například malíř Adolf Born nebo spisovatel Jan Vodňanský. Z politiků se k monarchismu hlásí například vlivný předseda poslaneckého klubu ODS Marek Benda, bývalý ministr kultury za KDU-ČSL Daniel Herman, bývalý poslanec TOP 09 Daniel Korte, poslankyně KDU-ČSL Nina Nováková, či senátoři za ODS Lumír Aschenbrenner a Zdeněk Hraba. 

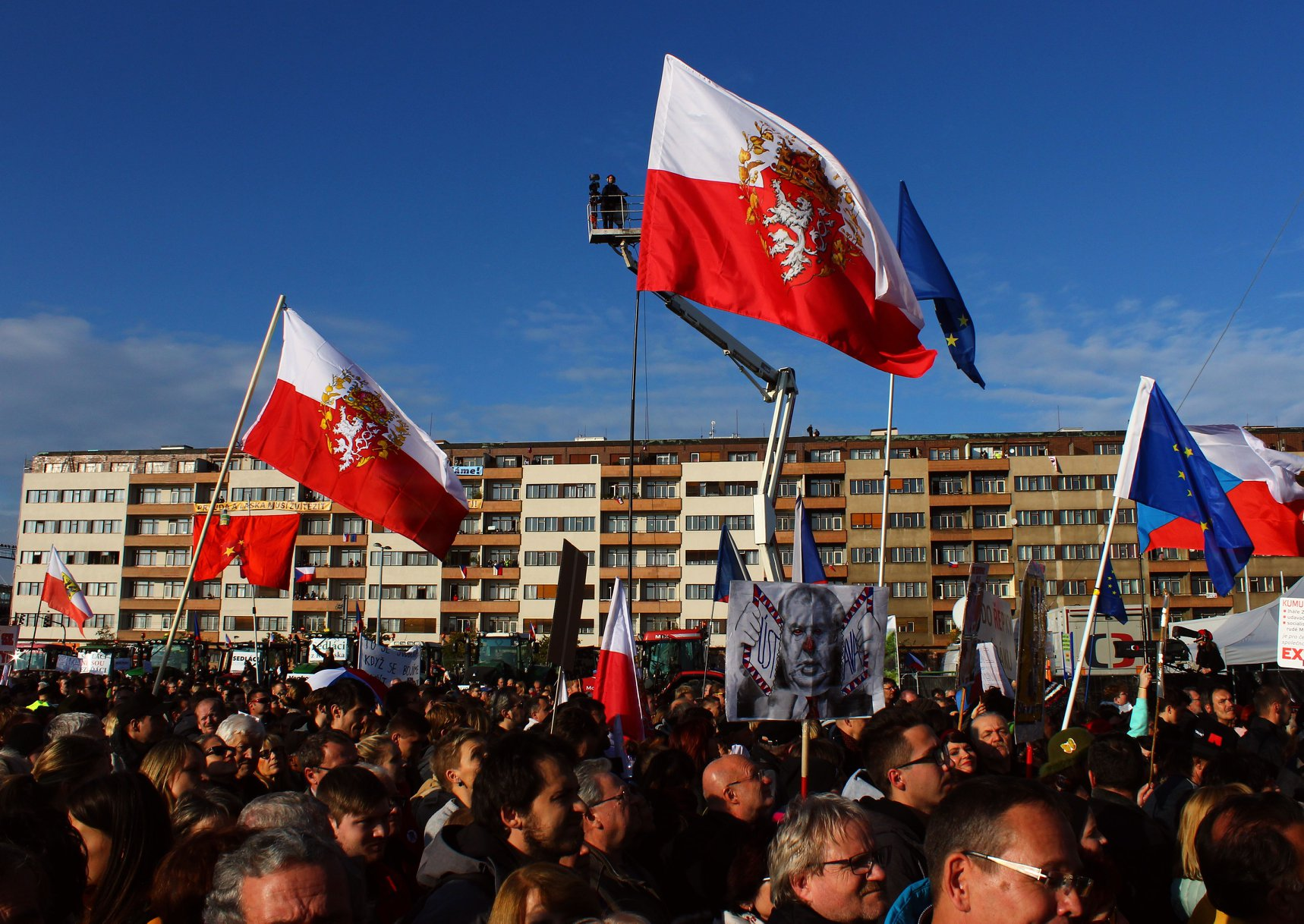
Monarchisté na demonstraci Letná 2 – znovu za demokracii!

Čeští monarchisté se zapojili do protivládních protestů v roce 2019 a upozornili na sebe použitím vlajek Českého království. O této aktivitě informovala některá média, například britský server Royal Central.
V roce 2017 byl založen Spolek pro obnovu Českého království se sídlem v obci Pohleď. Jeho starostou je politik Jindřich Holub.
V noci na 24. září 2021 monarchisté promítali na zdi Pražského hradu nápis „Monarchie, ne anarchie“. Kvůli vypátrání zdroje promítání byl vyslán i policejní vrtulník. K akci se následně přihlásil Český královský institut s cílem zviditelnit monarchistické myšlenky.
V říjnu 2018, ke stému výročí nastolení republiky roku 1918, se uskutečnil průzkum veřejného mínění, podle kterého by monarchii před republikou dalo přednost 13 % obyvatel. V srpnu 2021 provedla agentura Median průzkum veřejného mínění, který se také věnuje otázce obnovení monarchie. Podle průzkumu by 13 % respondentů podpořilo změnu státního uspořádání na parlamentní monarchii (v nejmladší věkové kategorii 18–24 let to je až 18 %). Obsazování funkce hlavy státu na základě dědičného nároku by akceptovalo 38 % lidí (převážně lidé s vyšším vzděláním). Pokud by došlo k obnovení monarchie, 47 % lidí by preferovalo pokračování dynastie navazující na poslední české panovníky (rod Habsbursko-Lotrinský, ale přesto by si jenom 20 % lidí přálo jejich návrat do českého politického dění), 32 % novou dynastii vybranou referendem a 11 % novou dynastii vybranou parlamentem.

## Podpora monarchie

### Seznam monarchistů ve světě
Následující seznam ukazuje míru podpory v jednotlivých státech pro obnovení dříve zrušených monarchií.
| Pořadí | Stát        | Podporovatelů | % z obyvatelstva státu | Rok  | Zdroj         |
| ------ | ----------- | ------------- | ---------------------- | ---- | ------------- |
| 1      | Maďarsko    | 4 495 580     | 46 %                   | 2021 | [ 16 ]        |
| 2      | Chorvatsko  | 1 696 326     | 41 %                   | 2019 | [ 17 ]        |
| 3      | Srbsko      | 1 615 000     | 39,7 %                 | 2013 | [ 18 ]        |
| 4      | Rumunsko    | 4 123 980     | 37 %                   | 2016 | [ 19 ]        |
| 5      | Albánie     | 1 389 275     | 33 %                   | 1997 | [ 20 ]        |
| 6      | Gruzie      | 560 000       | 30 %                   | 2017 | [ 21 ]        |
| 7      | Rusko       | 31 781 959    | 28 %                   | 2017 | [ 22 ]        |
| 8      | Havaj       | 355 123       | 25 %                   | 2008 | [ 23 ]        |
| 9      | Írán        | 18 390 512    | 22 %                   | 2022 | [ 24 ]        |
| 10     | Rakousko    | 1 754 600     | 20 %                   | 2018 | [ 25 ]        |
| 11     | Německo     | 15 646 310    | 19 %                   | 2013 | [ 26 ]        |
| 12     | Francie     | 11 053 890    | 17 %                   | 2016 | [ 27 ]        |
| 13     | Itálie      | 12 000 000    | 15 %                   | 2018 | [ 28 ]        |
| 15     | Řecko       | 1 342 046     | 14 %                   | 2007 | [ 29 ]        |
| 16     | Brazílie    | 31 236 957    | 13 %                   | 2017 | [ 30 ]        |
| 17     | Česko       | 1 379 423     | 13 %                   | 2021 | [ 14 ] [ 15 ] |
| 18     | Barbados    | 500 000       | 12 %                   | 2021 | [ 31 ]        |
| 19     | Portugalsko | 1 148 000     | 11 %                   | 2010 | [ 32 ]        |
| 20     | Mexiko      | 6 500 000     | 5 %                    | 2019 | [ 33 ]        |
| 21     | USA         | 1 493 000     | 0,5 %                  | 2021 | [ 34 ]        |

### Významní monarchisté
Významné osobností veřejného života, které obhajovaly monarchii nebo jsou monarchisté:

#### Umění a zábava
- Honoré de Balzac, francouzský romanopisec a dramatik
- Fjodor Dostojevskij, ruský romanopisec a esejista
- Pedro Muñoz Seca, španělský dramatik
- Thomas Stearns Eliot, americko-britský básník a spisovatel
- Salvador Dalí, španělský umělec
- Hergé, belgický karikaturista
- Jukio Mišima, japonský spisovatel
- Joan Collins, anglická herečka a autorka
- Stephen Fry, anglický herec a autor

#### Duchovenstvo
- Tomáš Akvinský, italský katolický kněz a teolog
- Robert Bellarmine, italský kardinál a teolog
- Jacques-Bénigne Bossuet, francouzský biskup a teolog
- Jules Mazarin, italský kardinál a ministr
- André-Hercule de Fleury, francouzský kardinál a ministr
- Pius VI., papež
- Fabrizio Ruffo, italský kardinál a pokladník
- Ercole Consalvi, italský kardinál státní sekretář
- Pelagio Antonio de Labastida y Dávalos, mexický arcibiskup a regent druhé mexické říše
- Louis Gaston Adrien de Ségur, francouzský biskup a spisovatel
- Louis Billot, francouzský kněz a teolog
- Pius XII., papež
- József Mindszenty, maďarský kardinál

#### Filozofie
- Dante Alighieri, italský básník a filozof
- Jean Bodin, francouzský politický filozof
- Robert Filmer, anglický politický teoretik
- Thomas Hobbes, anglický filozof
- Joseph de Maistre, savojský filozof a spisovatel
- Juan Donoso Cortés , španělský politik a politický teolog
- Søren Kierkegaard, dánský filozof a teolog
- Charles Maurras, francouzský spisovatel a filozof
- Kchang Jou-wej, čínský politický myslitel a reformátor
- Ralph Adams Cram, americký architekt a spisovatel
- Erik von Kuehnelt-Leddihn, rakouský politolog a filozof
- Vernon Bogdanor, britský politolog a historik
- Roger Scruton, anglický filozof a spisovatel
- Hans Hermann-Hoppe, německo-americký politický teoretik
- Charles A. Coulombe, americký historik a autor

#### Politika
- François-René de Chateaubriand, francouzský historik a velvyslanec
- Manuel Belgrano, argentinský politik
- Klemens von Metternich, rakouský ministerský předseda
- Miguel Miramón, mexický prezident a vojenský generál
- Otto von Bismarck, německý kancléř
- Juan Vázquez de Mella, španělský politik a politický teoretik
- Panagis Tsaldaris, řecký premiér
- Winston Churchill, britský premiér
- Călin Popescu-Tăriceanu, rumunský premiér
- Salome Zurabišviliová, gruzínská prezidentka
- Tony Abbott, australský premiér
- Carla Zambelli, brazilský politik

### Monarchistické politické strany a hnutí ve světě
Následující seznam ukazuje politické strany a politické hnutí, které mají monarchistický program.
 Afghánská islámská republika
- Národní hnutí solidarity Afghánistánu
- Progresivní demokratická strana Afghánistánu

 Albánie
- Strana albánského demokratického monarchistického hnutí
- Hnutí pro národní rozvoj
- Strana hnutí za legalitu

 Bulharsko
- Prezaredi Balgariya

 Burundi
- Abahuza
- Svobodná socialistická strana Burundi
- Parlamentní monarchistická strana
- Strana lidového smíření

 Česko
- Koruna Česká (monarchistická strana Čech, Moravy a Slezska)

 Francie
- Action Française
- Alliance Royale
- Nouvelle Action Royaliste

 Gruzie
- Konzervativní strana Gruzie
- Svaz gruzínských tradicionalistů

 Itálie
- Italia Reale - Stella e Corona

 Írán
- Konstituční strana Íránu

 Japonsko
- První japonská strana
- Ishin Seito Shimpu

 Kambodža
- Khmerská demokratická strana
- Khmerská národní sjednocená strana
- Khmerská renovační strana
- Strana Společnost spravedlnosti
- Národní sjednocená fronta za nezávislou, neutrální, mírovou a spolupracující Kambodžu
- Kambodžská národní udržovací strana

 Nepál
- Strana Rastriya Prajatantra

 Německo
- Freie Sachsen

 Nizozemsko
- Reformovaná politická strana

 Polsko
- Nowa Nadzieja
- Konfederace Koruny polské
- Polské monarchistické hnutí
- Unie polských monarchistických skupin

 Portugalsko
- Lidová monarchistická strana

 Rakousko
- Schwarz-Gelbe Allianz

 Rumunsko
- Strana lidového hnutí
- Křesťanskodemokratická národní rolnická strana
- Národní rolnická aliance

 Rusko
- Liberálně-demokratická strana Ruska
- Monarchistická strana Ruska
- Svaz ruského lidu

 Řecko
- Národní naděje

 Srbsko
- Srbské demokratické hnutí obnovy
- Srbské hnutí obnovy
- Hnutí pro restauraci Srbského království
- Nová tvář Srbska
- Národní demokratická alternativa
- Národní síť
- Dveri

 Španělsko
- Partido Carlista
- Lidová strana
- Vox